# Thích Không Tánh
Thượng tọa Thích Không Tánh (sinh năm 1943) là một nhân vật bất đồng chính kiến với chính phủ Việt Nam. Ông là Tổng vụ trưởng Tổng vụ Từ thiện Xã hội của Giáo hội Phật giáo Việt Nam Thống nhất (GHPGVNTN).

## Tiểu sử
Thích Không Tánh có tên khai sinh là Phan Ngọc Ấn.

## Hoạt động

### Cải tạo lao động
Tổ chức Human Rights Watch tường thuật, ông Thích Không Tánh đã bị tập trung đi học tập cải tạo 10 năm từ năm 1976 vì đã gửi thư lên thủ tướng phản đối việc chính phủ đã hủy bỏ việc miễn cho các nhà sư không phải đi nghĩa vụ quân sự. Báo Điện tử Đảng Cộng sản Việt Nam cho là, ông đã bị tập trung đi học tập cải tạo từ 1978 đến 1986 "do hăng hái tham gia các hoạt động của những phần tử đội lốt tu hành chống phá Nhà nước và vi phạm pháp luật", tuy nhiên không cụ thể hóa sự việc. Năm 1987 ông được trả tự do, về thường trú tại chùa Liên Trì, đường Lương Đình Của, Thủ Đức, Thành phố Hồ Chí Minh.

### Các vụ bị giam giữ
Ngày 2 tháng 10 năm 1992 ông bị phạt 5 năm tù và quản chế 5 năm vì tội "lưu hành nhiều tài liệu có nội dung chống lại Nhà nước" sau khi công an đã lục soát phòng của ông trong Chùa Liên Trì và tịch thu bản sao nhiều ghi chép của hòa thượng Thích Huyền Quang. Tháng 10 năm 1993 ông được thả tự do và về cư trú tại chùa Liên Trì.
Ngày 7 tháng 10 năm 1994 chính phủ Việt Nam kêu gọi cộng đồng thế giới giúp đỡ nạn nhân lũ lụt . GHPGVNTN cũng tổ chức quyên góp để phân phát cho nạn nhân lũ lụt tại đồng bằng sông Cửu Long. Sau khi công an quản chế ông Thích Long Trí, người được cử làm trưởng đoàn cứu tế nạn nhân lũ lụt, GHPGVNTN đã cử ông Thích Không Tánh dẫn đầu đoàn cứu trợ. Vào ngày 6 tháng 11 năm 1994 công an thành phố Hồ Chí Minh đã giam giữ ông Thích Không Tánh. Theo tổ chức Human Rights Watch, lý do là vì ông đã tham gia chuẩn bị kế hoạch cứu tế. Ba ngày sau, một phát ngôn viên của Bộ Ngoại giao Việt Nam tuyên bố rằng các bản tin về việc giam giữ là sai lầm và phủ nhận việc giam giữ này có liên quan đến việc GHPGVNTN có kế hoạch cứu trợ nạn nhân lũ lụt
Ngày 14 tháng 8 năm 1995, Tòa án Nhân dân TP. Hồ Chí Minh đã xử phạt ông Thích Không Tánh và Thích Quảng Độ mỗi người 5 năm tù, Thích Nhật Ban 4 năm tù, Nhật Thường 3 năm tù, Thích Trí Lực (tức ông Phạm Văn Tưởng) 2 năm 6 tháng tù "về tội phá hoại chính sách đoàn kết và lợi dụng quyền tự do dân chủ xâm phạm lợi ích Nhà nước".
Ngày 7 tháng 10 năm 2000 ông và Hòa thượng Thích Quảng Độ đến An Giang cứu trợ lũ lụt cũng bị công an giam giữ 12 tiếng và sau đó buộc phải quay lại tp. Hồ Chí Minh. Bộ Ngoại giao Việt Nam đã phủ nhận việc bắt giữ này.
Ngày 23 tháng 8 năm 2007 ông Thích Không Tánh được hòa thượng Thích Quảng Độ cử ra Hà Nội phát tiền cho người dân đang tập trung khiếu kiện tại trước Trụ sở tiếp dân. Ông đã bị công an bắt giữ và áp giải về lại Thành phố Hồ Chí Minh.
Vào ngày 22 tháng 3 năm 2015, 2 nhà tu thuộc Hội đồng Liên tôn, thượng tọa Thích Không Tánh và "linh mục chui" Phan Văn Lợi bị công an địa phương sách nhiễu, thóa mạ khi họ gặp nhau tại tư gia của linh mục Phan Văn Lợi ở Huế.

### Giải thưởng
Hòa thượng Thích Không Tánh được Mạng lưới Nhân quyền Việt Nam trao Giải Nhân quyền Việt Nam năm 2015.

## Sự việc có liên quan

### Chùa Liên Trì
Cơ sở thờ tự chùa Liên Trì được bồi thường hỗ trợ với số tiền 784.131.120 VNĐ, được bố trí tại khu đất thuộc khu dân cư 50ha phường Cát Lái, Quận 2 Thành phố Hồ Chí Minh với diện tích là 698,1 m² (Tăng 88,35 m² so với tiêu chuẩn).
Ngày 07 tháng 5 năm 2015, Ban Bồi thường giải phóng mặt bằng Quận 2 đã gửi toàn bộ số tiền bồi thường, hỗ trợ thiệt hại nêu trên vào tài khoản ngân hàng. Ngoài số tiền nêu trên, nếu cơ sở thờ tự chùa Liên Trì đồng thuận chính sách Ủy ban MTTQ Việt Nam TP.HCM sẽ được hỗ trợ thêm 4.000.000 VNĐ/m² đối với phần công trình xây dựng chính diện tích 414,32 m² với số tiền là 1.657.280.000 VNĐ (Một tỷ sáu trăm năm mươi bảy triệu hai trăn tám mươi ngàn Việt Nam đồng). Tổng số tiền bồi thường là 2.441.441.120 VNĐ (gần hai tỷ rưỡi).
Tuy nhiên, sau nhiều lần cùng các cơ quan chức năng đàm phán, Thích Không Tánh vẫn không đồng ý giao đất lại cho chính quyền, mặc dù trong khu đô thị mới Thủ Thiêm có 24 cơ sở Tôn giáo tín ngưỡng đã chấp hành chủ trương, chính sách di dời, bàn giao mặt bằng.
Sáng ngày 8 tháng 9 năm 2016, khi lực lượng chức năng tiến hành cưỡng chế, Thích Không Tánh cùng với một số Phật tử đã bày tỏ thái độ phản đối.